# Полбино (Ульяновская область)
Полбино — село в Майнском районе Ульяновской области. Входит в Выровское сельское поселение. Расположено на р. Каменке в 20 км к востоку от районного центра Майна. 

## Название
До 1965 года село носило двойное название — Ртищева-Каменка, одно — по названию речки и названию другого хозяина — Ртищева.

## История
Основано в конце XVII века, ориентировочно в 1688 году. Приблизительно в 1690 году была построена первая церковь — Богоявленская.
В 1708 году оно уже существовало, называлось селом Богоявленским, Каменка тож, и часть его принадлежала синбиренину Федору Яковлевичу Дмитриеву, купившему здесь в 1688 году 20 четвертей у синбиренина Якова Семеновича Буйкова. Другим помещиком в селе Каменке был, в то время, синбиренин Алексей Ртищев, от которого село получило название. В том же 1708 году Ф. Я. Дмитриев перешел на службу в г. Астрахань, а землю в Симбирском уезде поделил между сыновьями: Алексеем, Никифором, Андреем и Максимом. В 1712 году местный помещик, Афонасий Афонасьевич Ртищев, тоже разделил между детьми свое именье "в селе Каменке, называемой Ртищевою", а сам пошел в монахи, вступил в Соловецкую пустынь близ Симбирска, где и умер в 1730 году. Затем, по каким-то основаниям, село Ртищева-Каменка было разделено на две половины, так что во время генеральнаго межевания, в 1798 году, полсела Ртищевой Каменки числилось в генеральной даче с. Репьёвки-Космынки, а полсела в даче с. Выров. Первая половина поселена на той земле, которая в 1674 году отказана синбирянам Даниле, Архипу и Якову Семеновым Буйковым с товарищи, 12 людям. 
В 1780 году село Богоявленское Ртищево Каменка тож, при речке Космынке, помещичьих крестьян, 
черкас живущих своими домами, вошёл в состав Симбирского уезда Симбирского наместничества.
С 1796 года — в Симбирском уезде Симбирской губернии.
Вторая церковь построена здесь в 1787 году на месте старой. В 1861 году на её месте была построена новая церковь — во имя Богоявления Господня, с двумя приделами: во имя св. Николая Чудотворца и Казанской Божьей Матери. Она построена иждивением помещиков: Станевич, Бестужева и Ховриной.
В конспектах «Трудов податной комиссии» К. Маркс писал о селе: «…Крестьяне Ртищево-Каменской, Загудаевской и некоторых других волостей занимаются единственно земледелием, обрабатывая свои земли, нанимая земли у соседних земледельцев и нанимаясь к ним на сельские работы».
В 1859 году село Каменка Ртищева во 2-м стане Симбирского уезда Симбирской губернии, имелась церковь и конный завод. 
В 1867 г. в селе открылось мужское начальное училище, с 1878 г. — смешанное, в 1893 г. — школа грамоты, в 1894 г. — женская школа. 
В 1913 г. в русском селе Ртищево-Каменка было 335 дворов, 1635 жителей, церковь, часовня, школа, волостное правление. 
Первый колхоз «Хлебороб» образован в 1928 г., через два года он вошёл в состав сельхозартели «Правда». 
В 1965 г. Указом Президиума ВС РСФСР село Ртищево-Каменка переименовано в Полбино, в память о дважды Герое Советского Союза генерал-майоре авиации Полбине Иване Семеновиче.

## Население
| 2010 |
| ---- |
| 394  |

### Уроженцы села
- Родина дважды Героя Советского Союза генерал-майора авиации Полбина Ивана Семеновича.
- Село является родиной учёного-химика Фокина С. А. (1865-1917)[7][8].
- Здесь провёл, а в последующие годы занимался сбором фольклорных произведений поэт А. А. Коринфский (1868-1937)[9].

## Достопримечательности
- Бюст дважды Героя Советского Союза И. С. Полбина, (1957 г., скульптор В. М. Терзибешьян, архитектор Г. А. Ткачёв), бронза, гранит.[9][7]
- В 1 км к западу от села найден металлический топор раннесрубных племён медно-бронзового века[7].
- В селе установлен памятник бойцам 2-го Симбирского полка Железной дивизии, которые в 1918 г. вели здесь ожесточённые бои с частями белой гвардии[7].
- Святой источник, родник[10].